# Abbaye Notre-Dame de Mores
L’abbaye Notre-Dame de Mores (Morae) est une ancienne abbaye cistercienne située sur la commune de Celles-sur-Ource,. Les armes de l’abbaye étaient d'argent à 3 têtes de Maures de sable, entortillées d'argent, posées 2 et 1, avec la légende Hic locus est morum.

## Localisation
L’abbaye Notre-Dame de Mores était située à proximité de Bar-sur-Seine sur la commune de Celles-sur-Ource dans le département de l’Aube, région Champagne-Ardenne

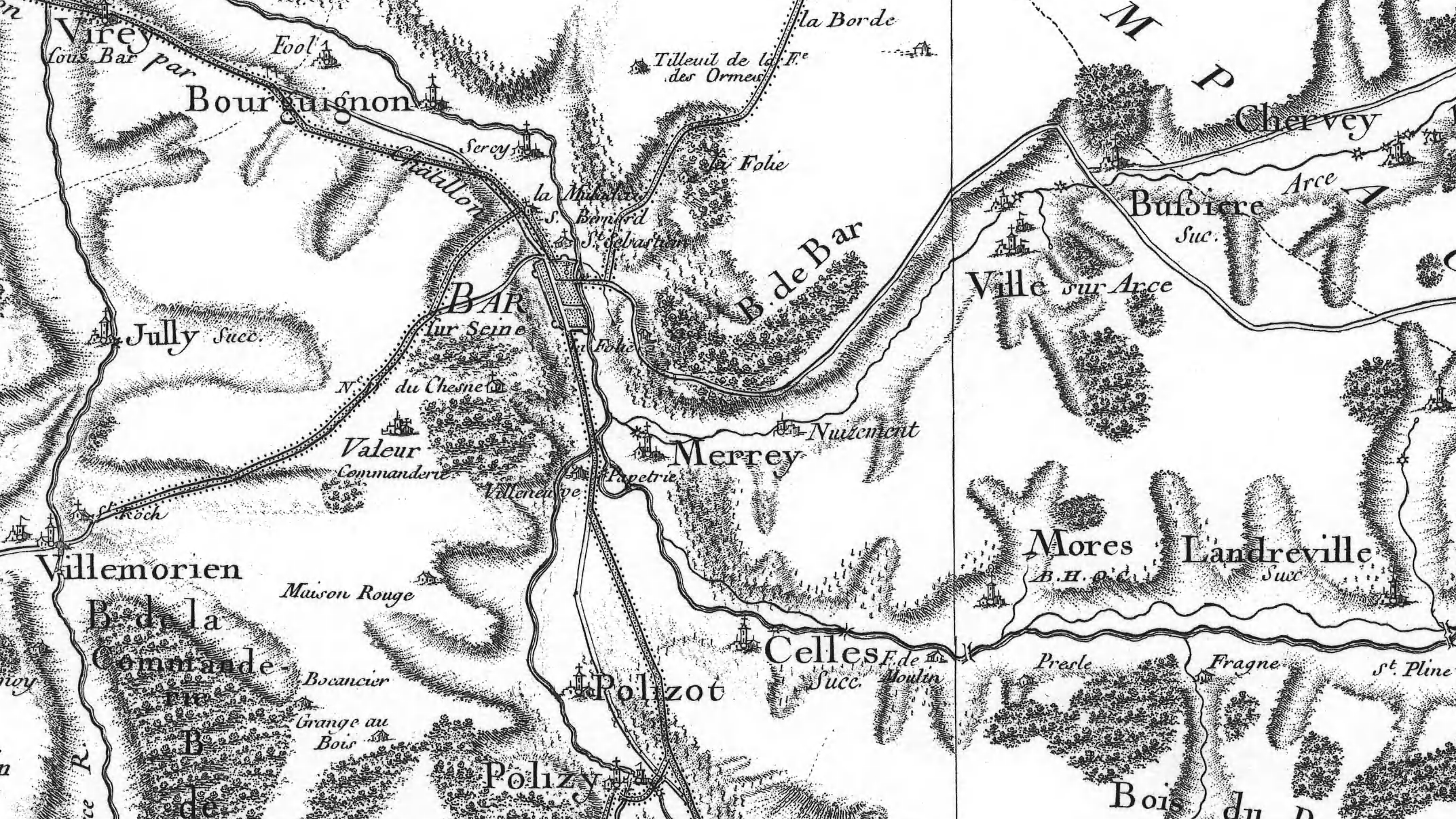
Sur la carte de Cassini du XVIIIe siècle.
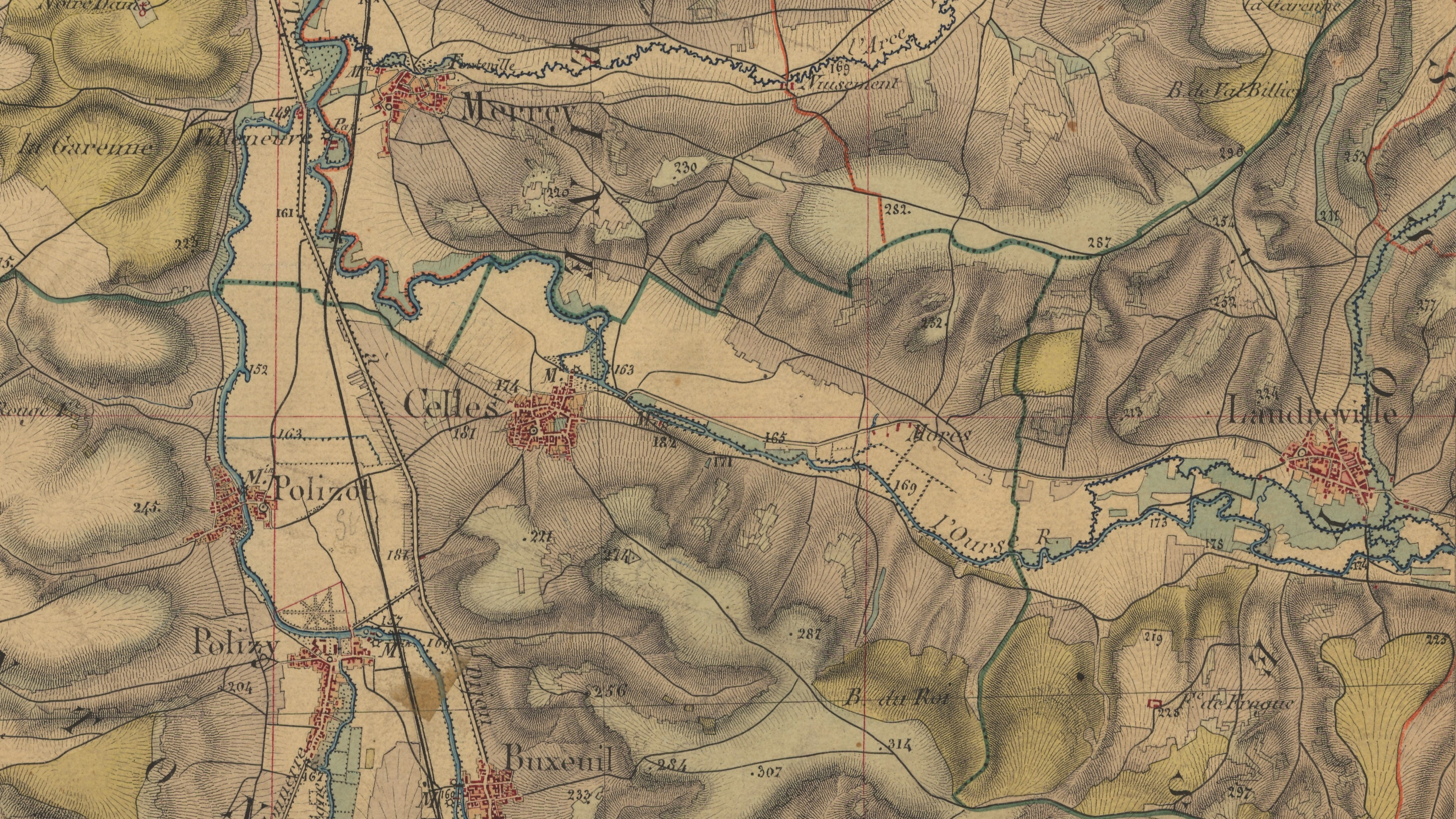
Sur la carte d'État-Major de 1837.

## Histoire
L’abbaye a été fondée en 1153 par saint Bernard, comme fille de l’abbaye de Clairvaux. Elle compta jusqu'à 350 moines et fut prospère.
Les guerres de la maison de Brienne avec celles de Champagne et de Chacenay, provoquèrent la ruine complète de l'abbaye. Celles entre Louis XI et Charles le Téméraire, la ruinèrent à nouveau.
À la fin du XVe siècle, elle fut reconstruite, mais les guerres de Religion apportèrent à leur tour de gros dommages. Les bâtiments de vie furent reconstruits à nouveau sous Louis XV. À la Révolution, seuls 4 moines vivaient encore dans le monastère qui fut détruit. Les matériaux des bâtiments furent réemployés pour la construction à Landreville et Celles-sur-Ource.

## Architecture et description

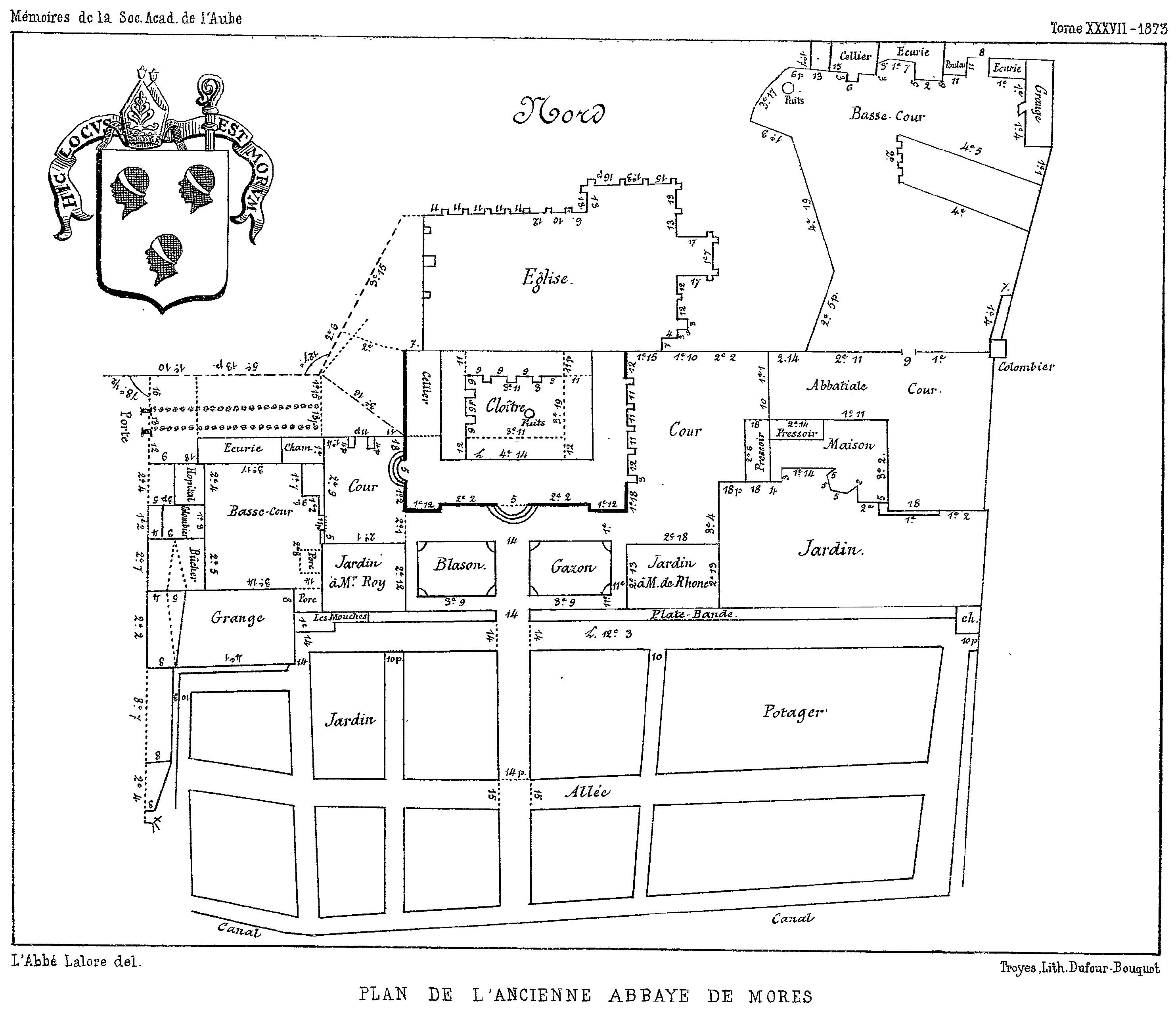
Plan de l'abbaye par Charles Lalore.

### Église
Placée sous le patronage de Notre-Dame, l'église abbatiale était du type cistercien le plus courant. Elle comprenait une nef de sept travées avec collatéraux, un transept sur les croisillons duquel ouvraient de chaque côté deux chapelles rectangulaires, et un sanctuaire de deux travées limité à l'est par un chevet plat. Ses dimensions étaient les suivantes : longueur 56 mètres ; largeur de la nef 20 mètres ;  du transept 26 mètres ; du chœur 10 mètres. Elle était précédée d'un porche, divisé en trois travées comme celui de Clairvaux et qui occupait toute la largeur de la façade ouest. Le porche ainsi que l'église était voûté. Postérieurement à la construction, des arcs-boutants avaient été établis pour soutenir les voûtes des parties hautes. Au-dessus des grandes arcades de la nef courait un triforium. Comme à Clairvaux, il devait y avoir des fenêtres hautes. Le mur nord du sanctuaire était orné d'une grande peinture murale représentant le Christ en Croix et saint Bernard, en souvenir d'une vision miraculeuse qu'aurait eu le saint en ce lieu,.

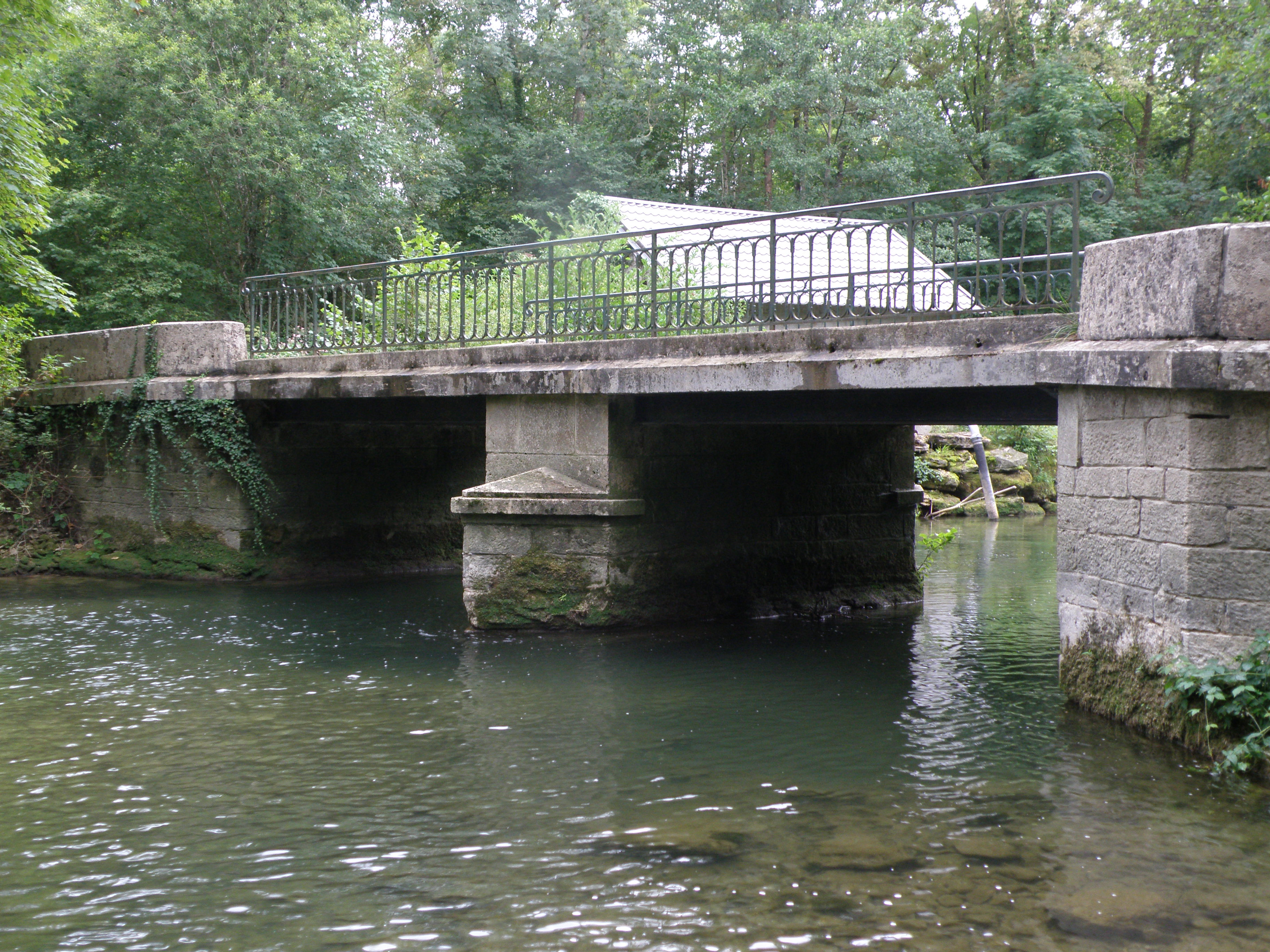
Le pont sur l'Ource.

### Vestiges
De l'abbaye, il ne subsiste que de rares bases de murs, à proximité de la route reliant Celles-sur-Ource à Landreville. Le pont sur l'Ource, construit par l'abbaye vers 1744 est parvenu jusqu'à nous.

## Affiliation, propriétés, revenus
Notre-Dame de Mores est fille de l'abbaye de Clairvaux

### Les granges
L'abbaye de Mores avait dix granges dans la première moitié du XIIIe siècle.
- La Grange de l'Abbaye était située.près du monastère, au sud-ouest.
- La Grange de Montmoyen (Monsmedius), dite plus tard la Grange-au-Bois, sur les finages de Chervey, Bertignolles et Éguilly.
- La Grange de l'Epine (Spina), près de la chapelle Sainte-Béline, sur les finages de Loches-sur-Ource et de Landreville.
- La Grange du Fragne (Frascina), sur le finage de Landreville.
- La Grange de La Villeneuve-au-Chêne. (Grangia De Quercu).
- La Grange de Bellefleur (Billeforia, Billefuer), sur les finages de Longpré, Bligny et Meurville.
- La Grange du Moulin-Garnier (Molendinum Garnerii) avec un moulin, entre Buxières et Chervey.
- La Grange de Montchevreuil (Montchevrel), sur le finage des Loges-Margueron, avec un étang et une tuilerie.
- La Grange de Mores (Grangia de Môris), près du moulin Huon à Montsuzain.
- La Grange de Brué (de Brueriis), sur le finage de Longpré.

## Liste des abbés
- 1152-???? : Girard
- 1165-1168 : Ménard Ier
- ????-1178 : Herbert de Clairvaux
- 1178-1187 : Hugues
- 1187-1191 : Ménard II
- 1191-1196 : Barthélemi Ier
- 1198-1206 : Barthélemi II
- 1206-???? : G.
- 1212-1215 : Galo
- 1216-1220 : Raoul
- 1223-1226 : Michel
- 1232-1238 : Nicolas Ier
- ?-1245-? : Pierre de Bar[9]
- ?-1247-? : Thibault
- ?-1256-? : Arnoul
- ?-1262-? : Nicolas II
- ?-1272-? : Jean Ier Bioleau de Bar
- ?-1279-? : Guillaume Ier
- ????-???? : Gilbert
- ?-1302-? : Martin
- ????-???? : Milon
- ?-1346-? : Jean II
- ?-1369-? : Guillaume II
- ?-1389,1391-? : Jean III
- ????-???? : Simon de Merey
- 1483-1501 : Jean IV Baquelet
- ????-1530 : Jean V Morel de Celles
- ????-1537 : Jean VI Raguier
- ?-1568-? : Jean VII Bochetel
- ????-1592 : Gabriel de Bligny-le-Genevois
- 1605-???? : Jean-Baptiste Largentier de Chapelaines
- 1614-???? : André Stegler
- 1640-1645 : François de Servien. Le 24 avril 1646, il donne à bail pour 9 ans le revenu du temporel de l'abbaye à Jacques Berbier, marchand demeurant à l'abbaye, moyennant 5 000 £ par an et plusieurs charges[10]
- ????-1693 :Charles de Cossé-Brissac (°.29/05/1628 Brissac- †.06/09/1693. Chelles en Seine-et-Marne), fils de François de Cossé-Brissac et Guyonne Ruellan. Jésuites, puis abbé de Mores et de Saint-Vincent de Lucq, frère de François, abbé de la Bussière[11]
- 1693-1731 : Louis-Guillaume de Chavaudon
- 1731-1749 : Roger Langlois
- 1749-1755 : Joachim Enjobert de Martillat
- 1755-1786 : Jean-Benoît d'Hèlyot
- 1786-1788 : Louis-Augustin de Juges-Brassac

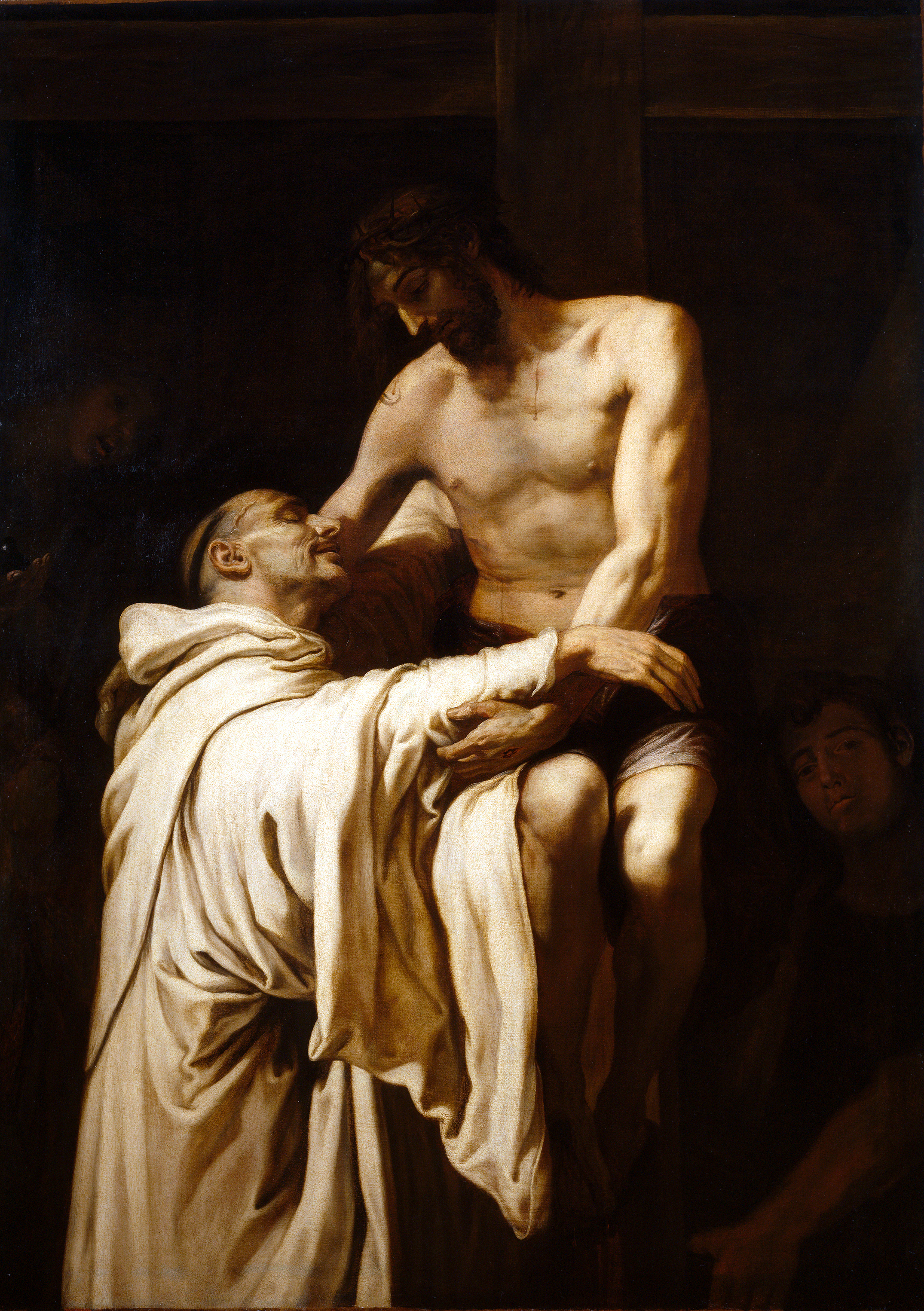
Le Christ embrassant Saint Bernard de Clairvaux par Francisco Ribalta, Musée du Prado de Madrid.

- 1788-1790 : Le Pappe de Trévern[8]

## Religieux et personnalités célèbres
- Herbert de Clairvaux, devint archevêque de Torres.
- Pierre de Bar, devint cardinal.
- Gabriel de Bligny-le-Genevois, devint évêque de Noyon.
- François Servien, devint évêque de Carcassonne puis de Bayeux.
- Jean-François-Marie Le Pappe de Trévern, devint évêque d'Aire et Dax puis de Strasbourg.

## Fait légendaire
Selon la légende, le miracle du Christ se détachant de sa croix pour embrasser Saint Bernard en oraison, se produisit en l'église abbatiale,.